# Society for the Promotion of Byzantine Studies
Die Society for the Promotion of Byzantine Studies (SPBS) ist eine 1983 gegründete britische Gelehrtengesellschaft auf dem Gebiet der Byzantinistik.
Die Gesellschaft hat die Erforschung der Geschichte und Kultur sowie der Sprache und Literatur des byzantinischen Reiches und seiner Nachbarn zum Ziel.
Der Vorstand der SPBS dient seit der Gründung zugleich als Nationales Komitee Großbritanniens innerhalb der 1948 gegründeten Association Internationale des Études Byzantines (AIEB). Die SPBS überschneidet sich in ihrer Zielsetzung mit der älteren Society for the Promotion of Hellenic Studies, aus der sie hervorgegangen ist, bietet jedoch gegenüber dieser sich stark auf das antike Griechenland konzentrierenden Gesellschaft eine größere Spezialisierung an.